# James Farentino
James Farentino (Nova York, 24 de fevereiro de 1938 – Los Angeles, 24 de janeiro de 2012) foi um ator norte-americano.
Dos mais de cem papéis diferentes que interpretou, destacam-se o de Simão Pedro, em Jesus of Nazareth, e como Nick Toscanini, no seriado Dinastia.

## Vida pessoal
Farentino teve vários casamentos:
- com Stella Farentino (desde agosto de 1994 até os dias atuais). Ela chegou a pedir divórcio em 1998, mas voltou atrás. Ele, então, pediu divórcio em 2001, ainda não solucionado.
- Debrah Farentino (1985—1988) (divorciaram-se)
- Michele Lee (1966-1982) (tiveram um filho, David, e divorciaram-se);
- Elizabeth Ashley (1962—1965) (divorciaram-se)[1][2][3]

Em 23 de julho de 1991, Farentino foi preso em Vancouver, depois que a Real Polícia Montada do Canadá interceptou um pacote com 3,2 gramas de cocaína entregues no seu quarto de hotel. Farentino estava na cidade filmando Miles From Nowhere. Foi acusado criminalmente de porte de cocaína e libertado sob fiança.
Em 1993, Farentino foi acusado de molestar sua ex-namorada, Tina Sinatra (filha mais nova de Frank Sinatra). Uma ordem de restrição foi expedida contra ele, que não apelou.

## Carreira
Farentino estreou, como convidado, o episódio "Superstar" no seriado da CBS The Reporter, ao lado de Efrem Zimbalist, Jr.. Em 1967, apareceu no episódio "Reap the Whirlwind" da série de faroeste The Road West, ao lado de Barry Sullivan.
Em 1969, trabalhou com Patty Duke no filme Me, Natalie, enquanto vivia um dos advogados da série The Bold Ones: The Lawyers (com Burl Ives e Joseph Campanella).
Em 1978 foi indicado ao Prêmio Emmy de Melhor Ator (coadjuvante/secundário) em Série Dramática por seu trabalho em Jesus de Nazaré, dirigido por Franco Zeffirelli.
Também interpretou Frank Chaney na série de 1984 Blue Thunder, baseada no filme com Roy Scheider. Nos anos 1990, trabalhou no episódio "Ray" da série ER.

### Trabalhos no cinema
- The Last Producer (2000) .... jogador de pôquer
- Women of the Night (2000) .... Sabatini
- Termination Man (1998) .... Cain
- Bulletproof (1996) .... cap. Jensen
- Deep Down (1994) .... Joey
- Her Alibi (1989) .... Frank Polito
- Dead & Buried (1981) .... xerife Dan Gillis
- The Final Countdown (1980) .... Richard
- Jesus of Nazareth (1977) .... Apóstolo Simão Pedro
- Storia di una donna (1970) .... Bruno Cardini
- Me, Natalie (1969) .... David Harris
- Rosie! (1967) .... David Wheelright
- Banning (1967) .... Chris Patton
- Ride to Hangman's Tree (1967) .... Matt Stone
- The Pad and How to Use It (1966) .... Ted
- The War Lord (1965) .... Marc
- Ensign Pulver (1964) .... Insigna
- Violent Midnight (1963) .... Charlie Perone